# Saint-Cloud (métro de Paris)
Pour les articles homonymes, voir Saint-Cloud (homonymie).
Ne doit pas être confondu avec Gare de Saint-Cloud, Boulogne - Pont de Saint-Cloud (métro de Paris) ou Gare du Pont de Saint-Cloud.
Saint-Cloud est une future station du métro de Paris qui sera située le long de la ligne 15 et la ligne 10 à Saint-Cloud, dans les Hauts-de-Seine. Destinée à être ouverte à l'horizon 2031, elle offrira une correspondance avec les lignes L et U du Transilien via la gare de Saint-Cloud. Elle devrait voir passer 85 000 voyageurs par jour.